# Ullucus tuberosus
L'ulluco (Ullucus tuberosus Caldas, 1809) è una pianta della famiglia delle Basellaceae, unica specie nota del genere Ullucus.
È conosciuto localmente coi nomi di papa lisa, melloco, olluco, folluco, chugua e ruba.
È una verdura coltivata soprattutto come tubero alimentare in Centro America . Dopo la patata ed assieme all'ossalide, l'ulluco è il tubero più coltivato nella regione delle Ande, ed in genere delle zone tropicali ed equatoriali fresche, quindi di collina e montagna, del centro America. La sua importanza economica in tali zone è notevole.

## Descrizione

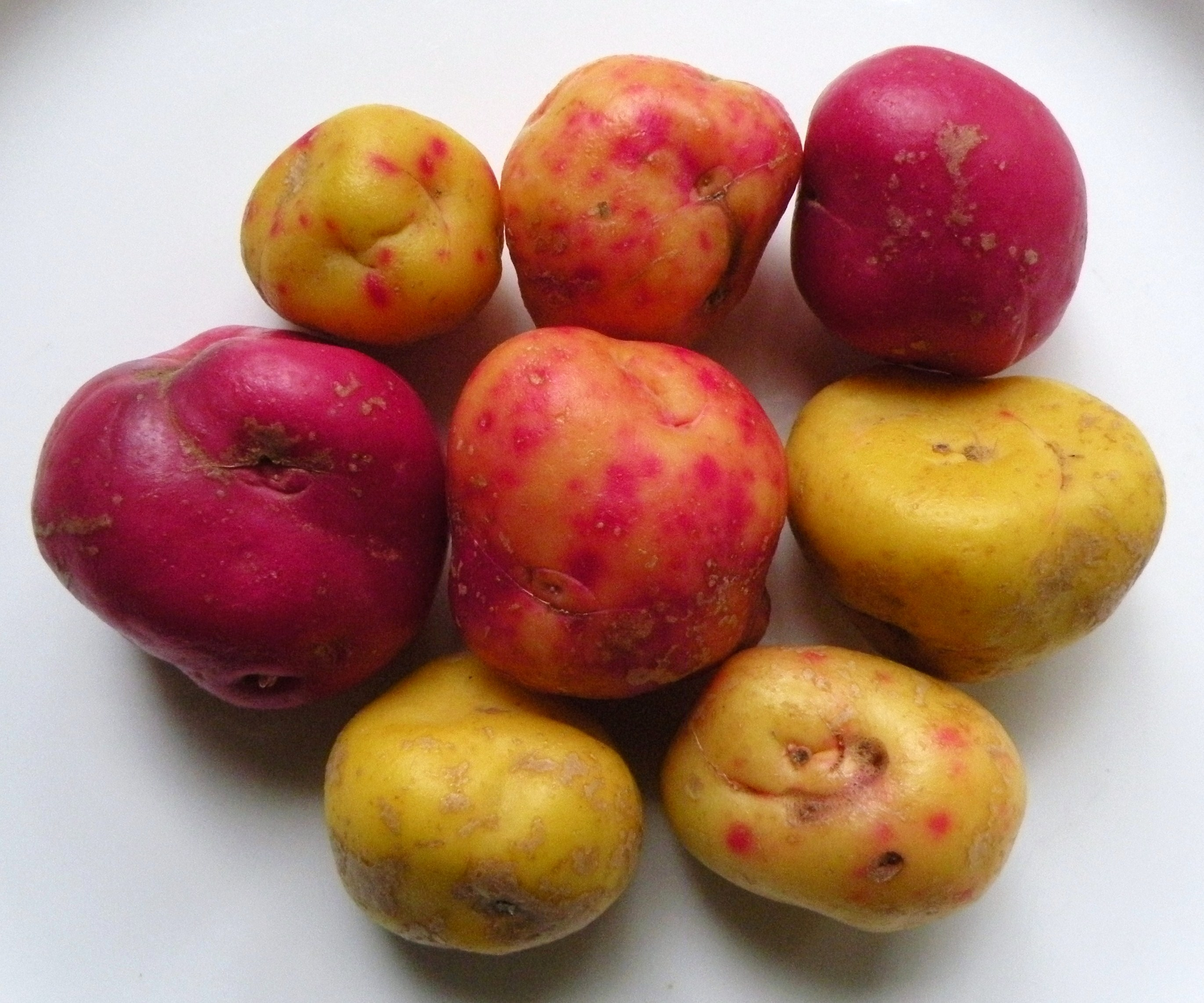
Tuberi di ulluco

La pianta di ulluco è una erbacea rampicante, cresce fino a 50 centimetri di altezza e forma tuberi amidacei sottoterra. Questi tuberi sono solitamente lisci e possono essere sferici o allungati. Generalmente hanno dimensioni simili a quelle delle patate; tuttavia,  possono crescere fino a 15 centimetri di lunghezza. Grazie alla buccia cerosa dai colori vivaci, che spazia dal giallo, al rosa e al viola, i tuberi di ulluco sono considerati uno degli alimenti più sorprendenti nei mercati andini.
Le foglie semplici sono più o meno cuoriformi e da ovate a arrotondate. Le infiorescenze ascellari sono racemose e di colore giallastro. I frutti sono piccole noci contenenti un solo seme parzialmente ricoperto dal perianzio secco e coriaceo.

## Coltivazione
La coltivazione è limitata al suo ambiente di origine, con le stagioni miti molto lunghe (otto mesi) dei climi tropicali o equatoriali andini.
Sebbene abbia perso importanza a causa dell'afflusso di verdure europee in seguito alla conquista spagnola del 1531, l'ulluco rimane ancora una coltura fondamentale nelle regioni andine. Tuttavia, rispetto alla patata che oggi viene coltivata in oltre 130 paesi, al di fuori del Sud America i tuberi dell'ulluco sono ancora relativamente sconosciuti. I primi tentativi di coltivarlo in Europa furono fatti nel 1850 a seguito della peronospora della patata, ma non ebbero successo su larga scala a causa delle sue esigenze di coltivazione.
L'ulluco si propaga solitamente per via vegetativa, piantando piccoli tuberi interi. Tuttavia, si propaga facilmente anche tramite talee di fusto o tubero. L'ulluco preferisce climi freschi e produce raccolti migliori in pieno sole, dove le temperature estive sono relativamente fresche. Può crescere in regioni più calde se ombreggiato. L'ulluco è una pianta a giorno breve e necessita di circa 11-13,5 ore di luce. Tuttavia, a causa dell'intrinseca diversità dell'ulluco, le esigenze di esposizione al sole variano a seconda delle cultivar e della posizione. Quando la lunghezza del giorno si accorcia, gli stoloni crescono dagli steli e poi si sviluppano in tuberi.
L'ulluco viene coltivato negli altopiani e può sopravvivere ad altitudini fino a 4,200 m. Gli agricoltori andini coltivano regolarmente un gran numero di diverse cultivar di ulluco insieme negli stessi campi. La coltura dell'ulluco viene alternata con altre due colture di tuberi andini, ossalide e mashua. Questi diversi tuberi vengono piantati insieme in un campo relativamente piccolo e raccolti dopo circa otto mesi. Dopo la raccolta, le diverse specie vengono poi separate.
I tuberi di ulluco devono essere estratti a mano a causa della loro sensibilità al danneggiamento. Data l'importanza del loro aspetto, la presenza di graffi è problematica. Nelle condizioni di coltivazione tradizionali, la resa varia dalle cinque alle nove tonnellate per ettaro, ma nei sistemi intensivi si possono raggiungere anche le 40 tonnellate per ettaro. Questi tuberi possono essere conservati tutto l'anno sulle Ande, ma è meglio conservarli al buio poiché l'esposizione al sole può causare lo sbiadimento della loro vivace colorazione.
Solitamente una parte dei tuberi più piccoli del raccolto viene conservata per essere utilizzata come tuberi da semina l'anno successivo. Il resto del raccolto viene solitamente utilizzato per il consumo umano, ma negli ultimi anni si è assistito a una tendenza crescente nell'uso dell'ulluco come coltura commerciale nei mercati.

## Usi

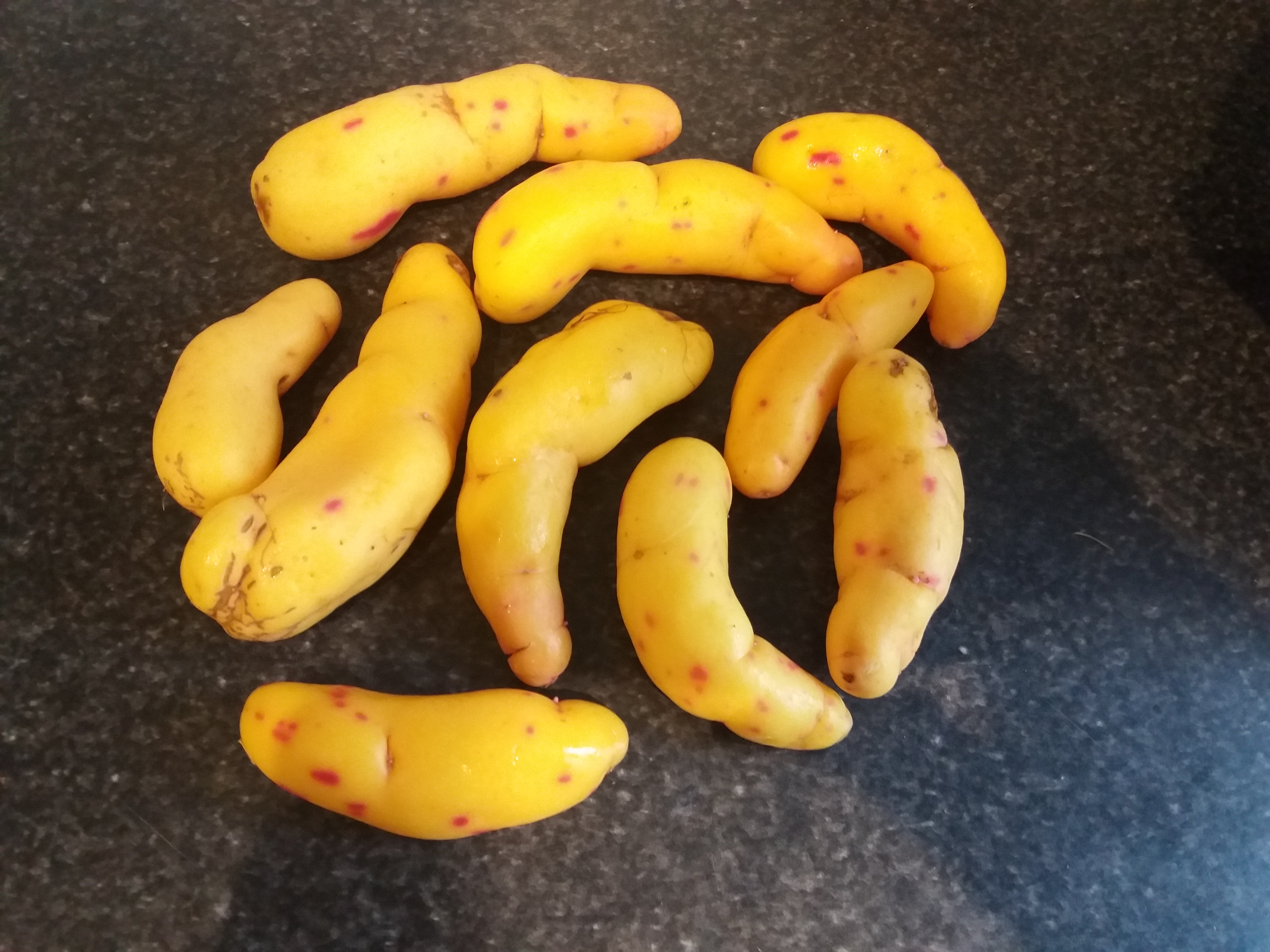
Varietà di ulluco peruviano

Gli ullucos vengono coltivati per i loro tuberi commestibili da agricoltori di sussistenza in sistemi agricoli ad alta quota tra 2,500 to 4,000 m. I tuberi vengono solitamente consumati in zuppe e stufati, ma nei piatti più contemporanei vengono aggiunti alle insalate insieme alle foglie di ulluco. Questi tuberi sono stati consumati dalle popolazioni andine fin dall'antichità e ancora oggi forniscono un'importante fonte di proteine, carboidrati e vitamina C alle persone che vivono nelle regioni montuose ad alta quota del Sud America.
Il fascino principale dell'ulluco è la sua consistenza croccante che, come quella della jicama, rimane anche dopo la cottura. A causa del suo elevato contenuto di acqua, l'ulluco non è adatto alla frittura o alla cottura al forno, ma può essere cucinato in molti altri modi, come le patate. Sotto forma di sottaceto, viene aggiunto alle salse piccanti. Di solito viene tagliati in strisce sottili. Per aumentarne la conservabilità, in Perù le comunità quechua e aymara producono un prodotto tipico chiamato chuño o lingli. Questo viene prodotto tramite un processo che prevede una liofilizzazione naturale, e di solito viene poi macinato in una farina fine e aggiunto agli alimenti cotti. In Bolivia l'ulluco cresce in varietà molto colorate e decorative ma, dato il sapore dolce e unico, viene raramente utilizzato a scopo decorativo.